# Mou Kirke
Mou Kirke er kirken i Mou Sogn, i det tidligere Fleskum Herred nu Aalborg Kommune. Mou kirke er opført i 1400-tallets anden halvdel, i gotisk stil.
Den består af skib og kor med korsarm mod nord, tårn med spidst tag mod vest og våbenhus mod syd. Korsarmen, der er med fladt bjælkeloft, er opført i nyere tid, den øvrige kirke i gotisk tid, men delvis ombygget; alt er af røde mursten. Norddøren er bevaret (tilmuret). Kirken er overhvælvet. Tårnrummet har spidsbue ind til skibet.
Der er en nyere altertavle med et maleri der forestiller Nadveren. Alterbordet har smukt udskaarne paneler, og er skænket i 1665 af Mads Rasmussen. Romansk Granitdøbefont. Prædikestolen er fra midten af det 16. århundrede og døbefonten er fra romansk tid udført i granit . I Skibet et ret vel udført Krucifiks, og i våbenhusets mur er der en
ligsten over præsten Anders Jacobsen Paulsen († 1698).

## Eksterne kilder og henvisninger
1. ↑  Mou Sogn J.P. Trap: Kongeriget Danmark 3. Udgave 4. Bind

- Om Mou Kirke Arkiveret 8. oktober 2007 hos  Wayback Machine
- Mou Kirke hos KortTilKirken.dk